# Ахали-Кадоети
Ахали-Кадоети (груз. ახალი კადოეთი) — село в Грузии, в муниципалитете Душети края Мцхета-Мтианети. 

## География
Село расположено в северной части края, в 14 километрах по прямой к юго-западу от центра муниципалитета Душети. Высота центра — 800 метров над уровнем моря.

## Население
По данным переписи населения 2014 года, в селе проживало 79 человек.
| Год  | Население |
| ---- | --------- |
| 2002 | 76        |
| 2014 | 79        |